# Aiguille de Rochefort
L'aiguille de Rochefort culminant à 4 001 m d'altitude se situe dans le massif du Mont-Blanc entre les Grandes Jorasses et la dent du Géant, à cheval sur la France (Haute-Savoie) et l'Italie (Val d'Aoste). Sa voie d'accès se fait par le refuge Torino (3 375 m).